# La grande seduzione
La grande seduzione (La Grande Séduction) è un film del 2003 diretto da Jean-François Pouliot.
Il film, prodotto in Canada, narra i mille espedienti che la popolazione di un piccolo villaggio architetta per poter convincere un medico, che dovrebbe fermarsi solo un mese, a risiedervi per poter consentire l'apertura di una fabbrica, ultima speranza per frenare la crisi.

## Trama
Nel piccolo e sperduto villaggio di Sainte-Marie-la-Mauderne, sulla costa atlantica del Québec, la cui economia si è basata da sempre esclusivamente sulla pesca, gli abitanti, a seguito della pesante crisi del settore, sono ormai costretti a vivere coi sussidi governativi. Il sindaco prova a far aprire un'azienda, ma questa non potrà insediarvisi se nel villaggio non vi è un medico residente.
I cittadini, dopo il fallimento di appelli alla categoria, provano a "sedurre" un giovane medico che è stato inviato a trascorrere un mese di servizio civile nel paese, per scontare una pesante contravvenzione comminata dal precedente sindaco di Sainte-Marie, ora poliziotto in città.
Rendendosi accomodanti e accondiscendendo ogni sua passione, scoperta anche con mezzi poco leciti, i paesani rendono il soggiorno del giovane dottore sorprendentemente piacevole.
Così, terminato il mese, il dottor Lewis è disposto a restare nel paese ma a questo punto la popolazione compie un'improvvisa marcia indietro rendendosi conto di non poter continuare a mentire per anni. Il medico viene poi a sapere da Ève, l'unica nel villaggio a non aver finto per sedurlo ma forse l'unica ad averlo letteralmente sedotto, tutta la verità.
Mentre si sta decidendo la sorte della fabbrica e manca ancora un medico, il dottor Lewis irrompe per sfogare la sua collera contro chi gli ha mentito spudoratamente. A questo punto Germain, il capo del villaggio, confessa le menzogne ma spiega anche che perdere il lavoro e la dignità possono spingere a tanto. Il ragazzo è toccato dal discorso, stavolta assolutamente sincero, e decide di restare permettendo così l'apertura della famosa fabbrica.
Tornato il lavoro, nel paese torna anche la gioia di vivere.

## Produzione
Sainte-Marie-la-Mauderne è in realtà il villaggio di Harrington Harbour, nell'isola di Harrington, nella regione del Québec della Côte-Nord.

## Remake
Del film sono stati realizzati quattro remake. Il primo, The Grand Seduction (2013), diretto da Don McKellar, è sempre di produzione canadese, ha lo stesso sceneggiatore, Ken Scott, ma è in lingua inglese e l'azione si svolge in un villaggio di Terranova. Il secondo è Un village presque parfait (2014), diretto da Stéphane Meunier, è di produzione francese ed è ambientato in un paesino dei Pirenei. Il terzo è Un paese quasi perfetto (2016), diretto da Massimo Gaudioso riprende per lo più proprio il remake francese con l'azione spostata in un paesino della Basilicata. Infine la versione messicana, La Gran Seducciòn (2023) ambientato nell'isolotto di Santa Maria.